# Grundpersönlichkeit
Die Idee der Grundpersönlichkeit geht von der Vorstellung einer nicht mehr tiefgehend veränderbaren Persönlichkeitsstruktur nach der primären Sozialisation aus. Die in der frühen Kindheit erfolgte Prägung sei so grundlegend, dass die Persönlichkeit später nur mehr oberflächlich verändert werden kann, also die in der Kindheit angelegte Grundpersönlichkeit stabil bleibe. Die späteren Verhaltensweisen, Prinzipien und Einstellungen im Erwachsenenalter werden dieser Vorstellung nach von der Grundpersönlichkeit vorstrukturiert.
Das Konzept der typischen Grundpersönlichkeit geht auf Abram Kardiner (1891–1981) und Ralph Linton zurück, die es in den 1940er Jahren entwickelten. Es bezeichnet die für eine Gesellschaft typische Persönlichkeitskonfiguration, die auf ähnliche frühkindliche Erfahrungen der Gesellschaftsangehörigen zurückzuführen ist.